# Aria (film)
Aria – brytyjsko-amerykański nowelowy film muzyczny z 1987 roku. Obraz złożony jest z dziesięciu krótkich filmów o ariach operowych stworzonych przez dziesięciu różnych reżyserów. W tworzeniu filmu udział wzięli: Robert Altman, Bruce Beresford, Bill Bryden, Jean-Luc Godard, Derek Jarman, Franc Roddam, Nicolas Roeg, Ken Russell, Charles Sturridge i Julien Temple.
Zdjęcia kręcono w Londynie, Windsorze, Paryżu, Wiedniu, Brugii, Cremonie, Las Vegas (Nevada), San Luis Obispo (Kalifornia) i Cameron (Arizona).